# Saprobiont

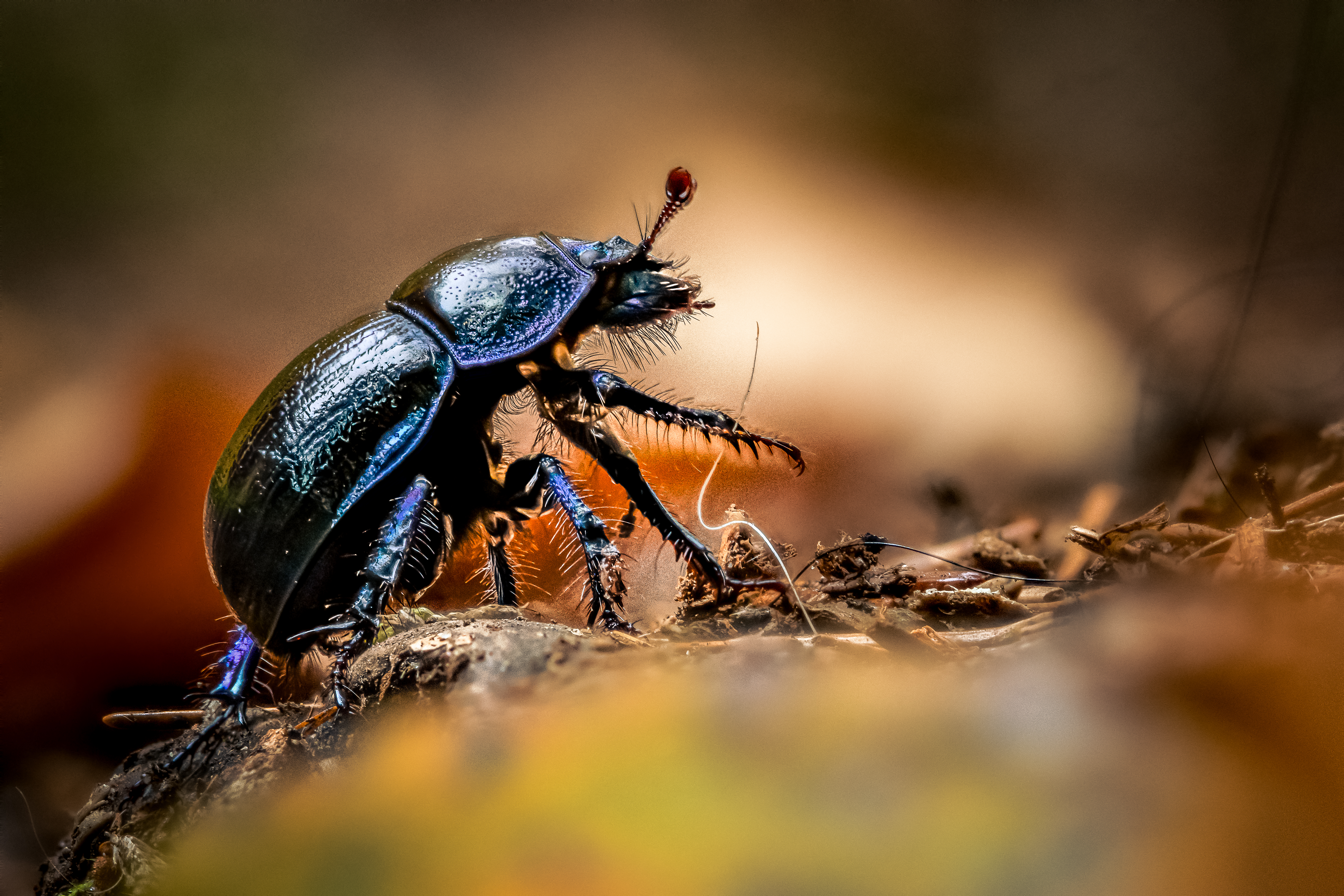
Mistkäfer (Geotrupidae), Spezialisten für tierische Exkremente

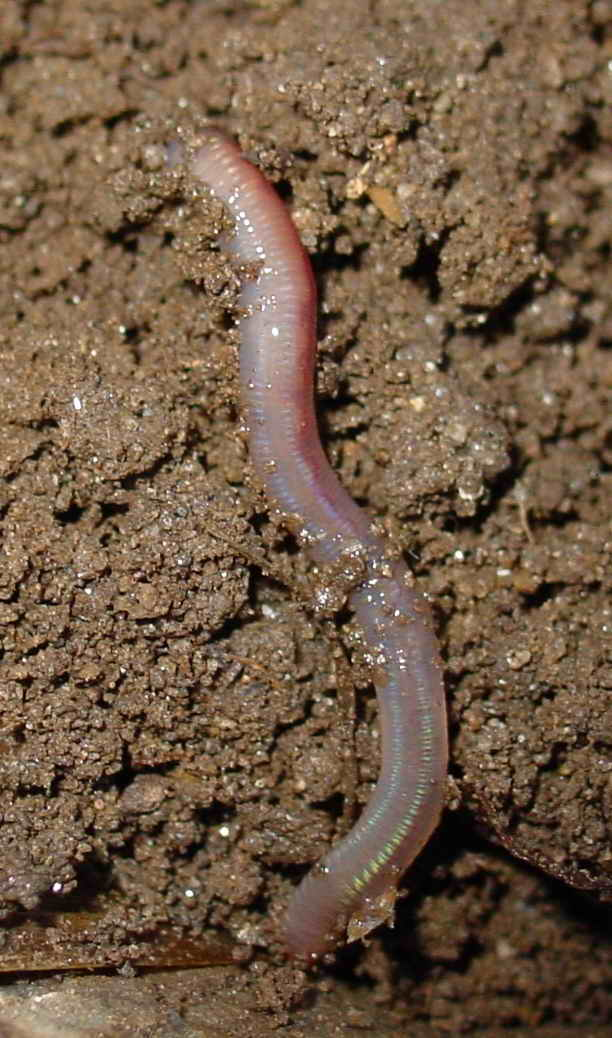
Regenwürmer sind ein klassisches Beispiel für Saprobionten wie Saprophage

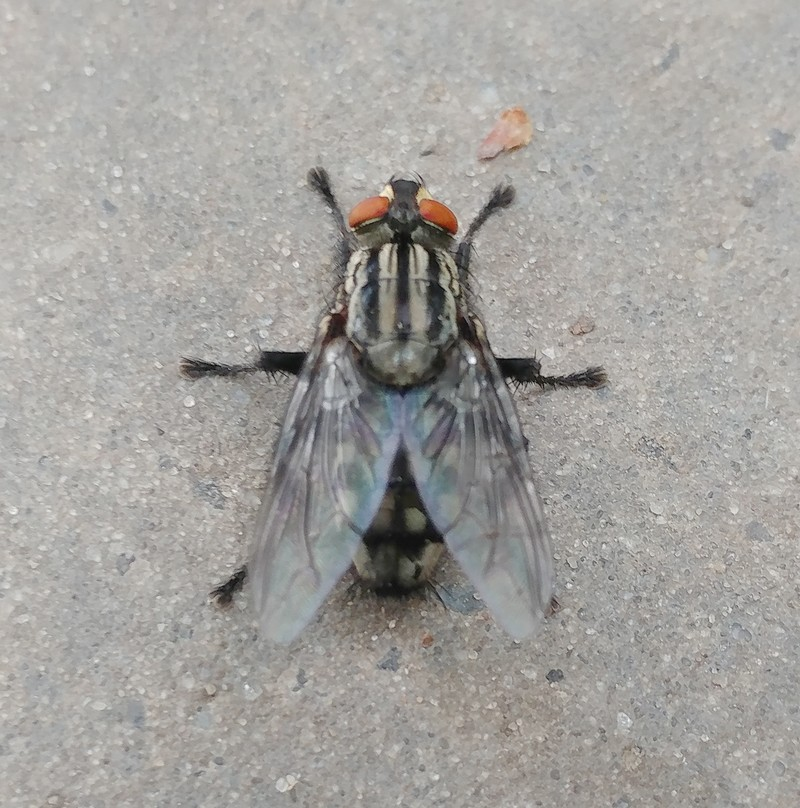
Die Fleischfliege Sarcophaga carnaria

Destruenten im Stoffkreislauf

Saprobionten (altgriechisch σαπρός sapros ‚faul‘, ‚verfault‘) sind heterotrophe Organismen, die in toter, sich zersetzender organischer Substanz leben, also zum Beispiel der Streuschicht von Wäldern, in Faulschlamm, Kot, Aas oder Mulm. Dies schließt auch die in diesem Substrat lebenden Prädatoren und Parasiten mit ein.
Organismen, die sich vom toten Material selbst ernähren, heißen Saprophage. Die zugehörige Lebensweise wird manchmal als saprobiontisch bezeichnet. Wenige Autoren verwenden den Begriff Saprobionten auch anders, als Oberbegriff für Saprophyten und Saprophage.

## Begriffe
Im Umfeld der Saprobionten gibt es eine Vielzahl von Begriffen mit teils ähnlicher und überschneidender Bedeutung:
- saprophil sind Organismen, Pflanzen oder Tiere, die an oder in toten organischen Substanzen leben.[1]
- saprotroph sind Organismen, die die tote organische Substanz als Nahrung nutzen.[1] Der Begriff ist vor allem für Pilze üblich.[3]
- saprophag (auch saprovor) sind Organismen, die tote organische Substanz fressen. Hier werden von einigen Autoren Untergruppen unterschieden:[1]
  - Phytosaprophage, oder Saprophage im engeren Sinne, fressen totes pflanzliches Material. Gleichbedeutend ist detritivor (auch: detritophag), abgeleitet vom Begriff Detritus.
  - Zoosaprophage sind allgemein Organismen, die sich von toter Substanz tierischer Herkunft ernähren. Der Begriff wird insbesondere in der Parasitologie verwendet, um Arten zu bezeichnen, die sich von absterbendem oder gerade abgestorbenem Gewebe ernähren, etwa im nekrotischen Gewebe vereiterter Wunden.[1]
  - Koprophage fressen tierische Exkremente.
  - Nekrophage fressen tierische Kadaver.

- Saprophyten[4] beinhalten Bakterien, saprophytische Pilze[5] sowie einige Pflanzen, die nicht oder nur eingeschränkt zur Photosynthese fähig sind und daher von abgestorbener organischer Materie leben. Einige Blütenpflanzen, aus der Familie der Orchideen, wie zum Beispiel die Korallenwurz,  zählen ebenfalls zu den Saprophyten.[6]
- Saprobier (oder auch: Saprobien) sind aquatische (im Süßwasser lebende) Arten, die im Rahmen des sog. Saprobiensystems als Bioindikatoren für die Klassifizierung der Gewässergüte herangezogen werden.[7] Die Saprobier umfassen sowohl saprophage Arten als auch Pflanzenfresser und Räuber mit einer Vielzahl unterschiedlicher Vorzugshabitate und Lebensweisen. Die meisten von ihnen sind also nicht saprobiont.

## Ökologische Bedeutung
Saprophage sorgen für einen geschlossenen Stoffkreislauf in einem Ökosystem. Sie schließen das anfallende organische Material auf und nutzen die dabei anfallenden organischen Moleküle für ihren eigenen Energie- und Baustoffwechsel. Da sie selbst wieder Teil des Nahrungsnetzes eines Ökosystems sind, werden diese organischen Stoffe dem biogenen Stoffkreislauf zugeführt.
Saprophage kann man funktionell in zwei Gruppen unterteilen:
- Mineralisierer: Fäulniserregende (saprogene), Sauerstoff benötigende (aerobe) Bakterien und Pilze bauen die organischen Nährstoffe zu anorganischen Stoffen wie Kohlenstoffdioxid oder Nitraten ab, die von den Pflanzen als Primärproduzenten für die Umwandlung in organische Stoffe (Assimilation) benötigt werden. Funktional werden sie auch als Destruenten bezeichnet.
- Zerkleinerer: Durch Zerkleinern des toten organischen Materials und Ausscheiden von nährstoffhaltigem Feinmaterial (Kot) sorgen diese Tiere für eine vergrößerte Oberfläche für den Angriff der Bakterien und Pilze und damit für einen beschleunigten Abbau und Stoffkreislauf. Hierzu gehören Aasfresser (Nekrophagen) wie Aaskäfer, Krebstiere oder Geier, Totholzfresser wie die Termiten oder der Gescheckte Nagekäfer, Substratfresser wie der Wattwurm und Regenwurm und Kotfresser (Koprophagen) wie der Pillendreher.

Saprophage sind Teil von Organismengemeinschaften (Biozönosen), die an Land (terrestrische Ökosysteme) für die Humusbildung sorgen und in Gewässern (aquatische Ökosysteme) für die Bildung von Faulschlammschichten (Sapropele) verantwortlich sind.
Von den im Boden lebenden Organismen (Edaphon) machen die saprophagen Tierarten in der Regel einen ganz erheblichen Anteil aus. Neben der Ernährung von Falllaub, Totholz, Streu und Humus, die auf abgestorbene Teile von Pflanzen zurückgehen, ist ein entscheidender Teil ihrer Ernährungsbasis die Biomasse der darin lebenden mineralisierenden Bakterien und Pilze. Sie sind also zu einem großen Anteil eigentlich Pilzfresser (mycetophag) und Bakterienfresser (manchmal als mikrophytophag bezeichnet), nehmen diese aber nicht gezielt, sondern als Bestandteil der zersetzten Pflanzenbiomasse mit auf, so dass diese Gruppen in der Regel gemeinsam behandelt werden. In mitteleuropäischen Waldböden sind die wichtigsten saprophagen Bodenbewohner die Schalenamöben (Testate Amöben, früher Thecamoeben), die Fadenwürmer (Nematoda), die Enchyträen (Enchytraeidae), die Regenwürmer (Lumbricidae), viele Milben (Acari), insbesondere Hornmilben, die Springschwänze (Collembola) sowie die Larven von Zweiflüglern (Diptera) und Käfern (Coleoptera).

## Beispiele
Beispiele für Saprobionten, die im Tierreich zur sogenannten Aasfauna zählen, sind verschiedene Fadenwürmer, Aaskäfer (wie der Totengräber Nicrophorus), die Larven diverser Fliegenarten (wie Schmeißfliegen, Calliphoridae und Fleischfliegen, Sarcophagidae) sowie verschiedene Milben.

## Symbiosen
Saprobionte Mikroorganismen leben als Symbionten im Verdauungstrakt von Säugern (Rinder, Mensch) und Insekten (Termiten). Dort zersetzen sie organische Stoffe, die durch die Verdauungsenzyme des Wirtstieres nicht zerlegt werden können.
Gefäßpflanzen, die wenig oder gar kein Chlorophyll besitzen und keine Haustorium-Parasiten sind, wurden früher als „Saprophyten“ bezeichnet. Allerdings konnte nie nachgewiesen werden, dass Gefäßpflanzen sich direkt, etwa durch enzymatisches Aufschließen, von toter organischer Bodensubstanz (Detritus) ernähren können. Denkbar ist allenfalls eine parasitische Symbiose mit saprotrophen Pilzen. Aber auch diese Möglichkeit ist nur in ganz wenigen Fällen tatsächlich belegt. Stattdessen leben die meisten myko-heterotrophen Pflanzen in parasitärer Symbiose mit Ektomykorrhizapilzen und beziehen organische Kohlenstoffverbindungen indirekt von deren Symbiosepartnern, den Waldbäumen. Diese Ernährungsweise unterscheidet sich fundamental von der Saprotrophie, sie wird als Epiparasitismus bezeichnet. Beispiele sind die beiden Fichtenspargel-Arten sowie die Orchideen Korallenwurz, Vogel-Nestwurz und Violetter Dingel.